# Estrela gigante luminosa

Diagrama de Hertzsprung-Russell:
Abscissas: Tipo espectral/
Ordenadas: Magnitude absoluta
0, Ia, Ib Supergigantes. II Gigantes luminosas. III Gigantes. IV Subgigantes. V Sequência principal. VI Subanãs. VII Anãs brancas.

Uma estrela gigante luminosa é uma estrela de classe de luminosidade II na classificação MKK. São estrelas cujas características são intermédias entre as de uma estrela gigante e as de uma estrela supergigante. Em geral entram dentro deste grupo aquelas estrelas gigantes com uma luminosidade especialmente alta, se bem que não são tão brilhantes nem tão massivas como para ser classificadas como supergigantes.

## Exemplos
Na seguinte tabela estão estrelas gigantes luminosas dos distintos tipos espectrais ordenadas de maior a menor temperatura.
| Nome          | Designação de Bayer | Tipo espectral |
| ------------- | ------------------- | -------------- |
| Murzim        | β Canis Majoris     | B1 II-III*     |
| Muliphein     | γ Canis Majoris     | B8 II          |
| e Velorum     | e Velorum           | A6 II          |
| Sargas        | θ Scorpii           | F1 II          |
| Sham          | α Sagittae          | G1 II          |
| Kraz          | β Corvi             | G5 II          |
| Dabih         | β¹ Capricorni       | K0 II          |
| Hassaleh      | ι Aurigae           | K3 II          |
| Scheat        | β Pegasi            | M2.5 II-III*   |
| Ras Algethi A | α Herculis          | M5 II          |

* Características intermédias entre gigante e gigante luminosa.